# Liste jüdischer Friedhöfe in Griechenland
Die Liste jüdischer Friedhöfe in Griechenland gibt einen Überblick zu jüdischen Friedhöfen (Εβραϊκό Νεκροταφείο) in Griechenland. Die Sortierung erfolgt alphabetisch nach den Ortsnamen.

## Liste der Friedhöfe
| Bezeichnung                     | Bild           | Ort          | Weitere Informationen |
| ------------------------------- | -------------- | ------------ | --------------------- |
| Jüdischer Friedhof Kos          | weitere Bilder | Kos          | siehe und             |
| Jüdischer Friedhof Rhodos       | weitere Bilder | Rhodos       | siehe                 |
| Jüdischer Friedhof Thessaloniki | weitere Bilder | Thessaloniki | siehe , und           |
| Jüdischer Friedhof Trikala      | weitere Bilder | Trikala      | siehe                 |
| Jüdischer Friedhof Zakynthos    | weitere Bilder | Zakynthos    | siehe                 |